# 373 هـ
373 هـ هي سنة في التقويم الهجري امتدت مقابلةً في التقويم الميلادي بين سنتي 983 و984.

## وفيات
- عضد الدولة
- أبو عثمان المغربي
- أبو الليث السمرقندي